# NXT TakeOver: Brooklyn IV
NXT TakeOver: Brooklyn 4 è stata la ventunesima edizione della serie NXT TakeOver, prodotta dalla WWE per il suo settore di sviluppo, NXT, e trasmessa in diretta sul WWE Network. L'evento si è svolto il 18 agosto 2018 al Barclays Center di Brooklyn (New York).
La serie di NXT TakeOver, riservata ai lottatori di NXT (settore di sviluppo della WWE), è iniziata il 29 maggio 2014, con lo show tenutosi alla Full Sail University di Winter Park (Florida) e trasmesso in diretta sul WWE Network. I Dark Match sono contati dalla WWE come taping per la prossima puntata di NXT.

## Storyline
Nella puntata di NXT del 18 luglio Kairi Sane sconfisse Candice LeRae e Nikki Cross in un Triple Threat match, diventando la contendente n°1 all'NXT Women's Championship e avrebbe affrontato Shayna Baszler per il titolo a TakeOver: Brooklyn 4.
Nella puntata di NXT del 25 luglio Ricochet affrontò Adam Cole dopo il suo match con Sean Maluta. Ricochet quindi sfidò Cole in un match a TakeOver: Brooklyn 4 per l'NXT North American Championship, ma Cole rifiutò. La settimana successiva, venne annunciato e confermato un match titolato tra Cole e Ricochet per il titolo nordamericano a TakeOver: Brooklyn IV.

## Risultati
| # | Incontri | Stipulazioni                                        | Durata |
| - | --- | --------------------------------------------------- | ------ |
| N | Bianca Belair ha sconfitto Deonna Purrazzo                                                                          | Single match                                        | 06:00  |
| N | Pete Dunne (c) ha sconfitto Zack Gibson                                                                             | Single match per il WWE United Kingdom Championship | 14:00  |
| 1 | The Undisputed Era (Kyle O'Reilly e Roderick Strong) (c) ha sconfitto Moustache Mountain (Trent Seven e Tyler Bate) | Tag Team match per l'NXT Tag Team Championship      | 18:06  |
| 2 | Velveteen Dream ha sconfitto EC3                                                                                    | Single match                                        | 15:03  |
| 3 | Ricochet ha sconfitto Adam Cole (c)                                                                                 | Single match per l'NXT North American Championship  | 15:19  |
| 4 | Kairi Sane ha sconfitto Shayna Baszler (c)                                                                          | Single match per l'NXT Women's Championship         | 13:37  |
| 5 | Tommaso Ciampa (c) ha sconfitto Johnny Gargano                                                                      | Last Man Standing match per l'NXT Championship      | 30:42  |

N Indica che il match farà parte di una futura puntata di NXT.